# Pheidole quadricuspis
Pheidole quadricuspis is een mierensoort uit de onderfamilie van de Myrmicinae. De wetenschappelijke naam van de soort is voor het eerst geldig gepubliceerd in 1900 door Emery.